# Kraftwerk Bull Run
Das Kraftwerk Bull Run ist ein Kohlekraftwerk der Tennessee Valley Authority in der Nähe von Oak Ridge im US-Bundesstaat Tennessee. Das Kraftwerk besitzt eine installierte Nettoleistung von 865 MW. Es ist direkt am Clinch River gelegen und wurde 1967 fertiggestellt. Zu diesem Zeitpunkt war es das Kraftwerk mit dem größten Durchlaufkessel in den USA.
Trotz seines Alters erreicht das Kraftwerk jedes Jahr vordere Plätze bei der Anlageneffizienz. Von 2005 bis 2008 wurde eine Rauchgasentschwefelung errichtet.

## Blöcke

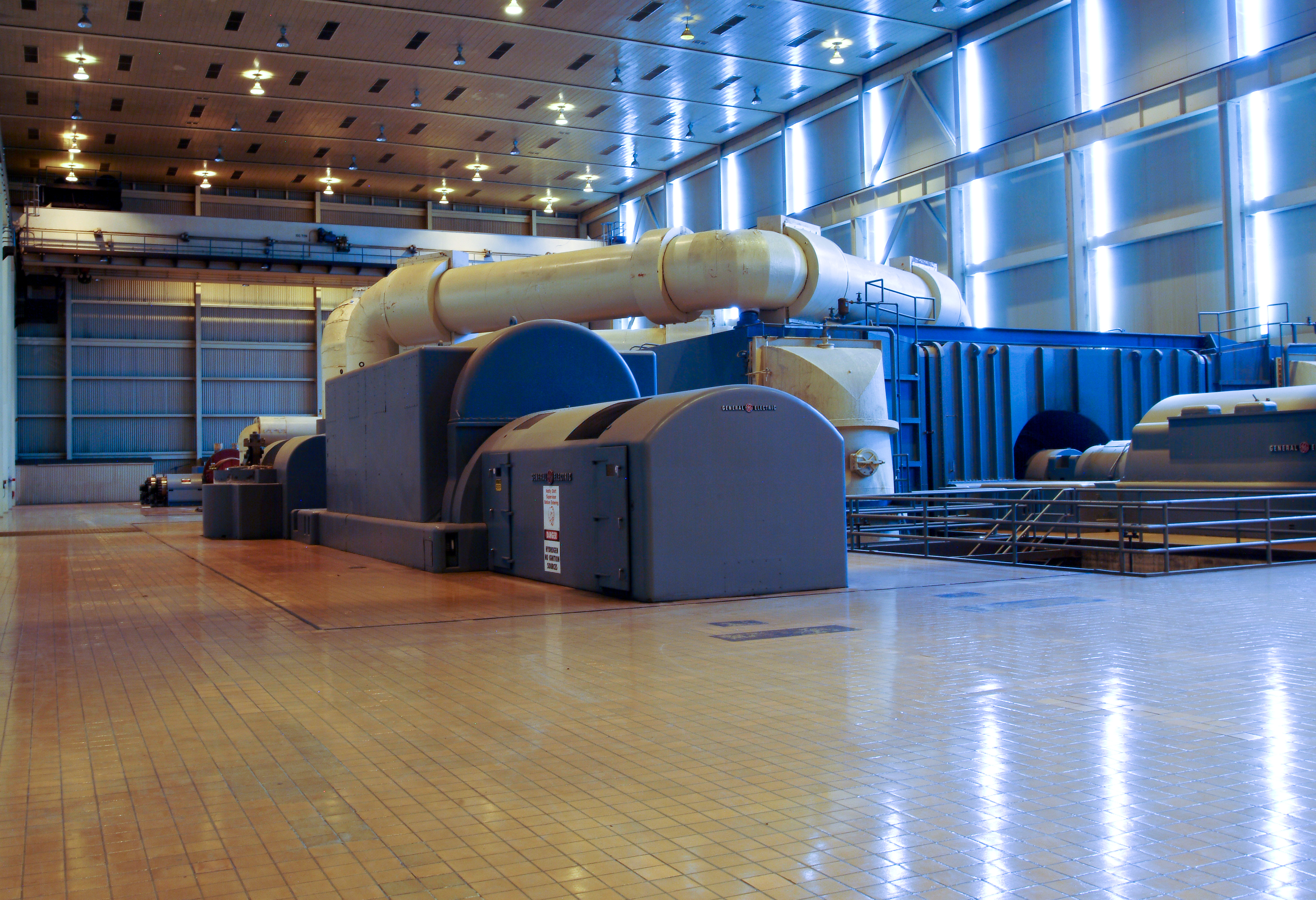
Turbine und Generator des Kraftwerks

| Block | Nettoleistung | Bruttoleistung | Inbetriebnahme | Dampfkessel | Generator        |
| ----- | ------------- | -------------- | -------------- | ----------- | ---------------- |
| 1     | 865 MW        | 881 MW         | 1967           |             | General Electric |